# Beauville, Lot-et-Garonne
Beauville är en kommun i departementet Lot-et-Garonne i regionen Nouvelle-Aquitaine i sydvästra Frankrike. Kommunen ligger i kantonen Beauville som tillhör arrondissementet Agen. År 2022 hade Beauville 552 invånare.

## Befolkningsutveckling
Antalet invånare i kommunen Beauville
| Referens: INSEE |